# 松本喜一
松本 喜一（まつもと きいち、1881年8月12日 - 1945年11月13日）は、埼玉県秩父郡出身の官僚・教育者。東京高等師範学校教授、帝国図書館長を歴任。

## 経歴
第二高等学校を経て、1906年に東京帝国大学文科大学哲学科を卒業。山口県萩中学校教諭、群馬県師範学校教諭、茨城県女子師範学校長、茨城県師範学校長を経て、1921年に東京高等師範学校教授。1921年には田中稲城の後任として帝国図書館長事務取扱に就任したが、図書館界との関りがなかった松本が就任したことで反対の声も上がっている。
1923年1月11日、田中の後任として帝国図書館長（2代目）に就任。1926年から1927年にはアメリカ・ドイツ・イギリスの図書館を視察している。在任時には納本規定の整備を働きかけたり、書庫や閲覧室などの庁舎の増築を行っている。1928年には日本図書館協会理事長に就任し、1930年には社団法人化の推進に反感を持たれたために辞任したが、1931年に理事長に復帰して1939年まで在任した。1945年11月13日、帝国図書館長在職中に死去した。後任には岡田温が就任している。後世の図書館界では批判的に言及されることが多い。